# Apeadeiro de Tancos
O Apeadeiro de Tancos é uma gare ferroviária da Linha da Beira Baixa, que serve a localidade de Tancos, no Distrito de Santarém, em Portugal.

## História
Em Agosto de 1855, o engenheiro Thomaz Rumball estudou 3 percursos possíveis para uma linha férrea de Lisboa a Badajoz, tendo sido escolhido o que passava por Santarém, Tancos, Ponte de Sor, Crato e Monforte. Originalmente, Rumball previa que a linha iria passar pela margem esquerda do Rio Tejo pouco depois de Abrantes, seguindo pelo Arrepiado, perto de Tancos. Pouco depois, quando já se tinham iniciado as obras, o engenheiro Wattier também foi encarregado de analisar os traçados das Linhas do Norte e Leste, tendo-se debruçado especialmente sobre o problema da passagem do Rio Tejo; uma dos locais possíveis para construir a ponte era em Tancos, mas o percurso restante até Badajoz seria mais longo, e o entroncamento com a linha para o Porto seria feito em piores condições. Em vez disso, apresentava como melhor solução continuar a linha pela margem direita até Constância, onde se faria o atravessamento do rio.
Este apeadeiro situa-se no troço entre as Estações de Santarém e Abrantes, que abriu no dia 7 de Novembro de 1862, como parte do então denominado Caminho de Ferro do Leste.